# Ninox natalis
El nínox de isla de Navidad, nínox de la Navidad, nínox de la Christmas o ninox de las Christmas (Ninox natalis) es una especie de ave estrigiforme de la familia Strigidae. Es endémica de la isla de Navidad (océano Índico), siendo su población total estimada en cerca de 1000 individuos. No se reconocen subespecies.